# 関西経済同友会
一般社団法人関西経済同友会（かんさいけいざいどうゆうかい、英語: KANSAI Association of Corporate Executives）は、関西、特に大阪で活動する経済人を会員とする一般社団法人。関西経済連合会・大阪商工会議所と並ぶ関西経済3団体の1つである。

## 概要
- 設立年月日：1947年（昭和22年）5月8日（前身の経済同友会関西支部を1946年〈昭和21年〉10月3日に設立）[3]
- 所在地：〒530-0005 大阪市北区中之島6丁目2番27号（中之島センタービル28階）

## 歴代代表幹事
《出典：》
氏名の後のカッコ内の役職は代表幹事就任時のもの。
- 1946年度（昭和21年度）：鈴木萬平（東洋紡績社長）
- 1947年度（昭和22年度）：湯淺佑一（湯淺蓄電池製造社長）
- 1948年度（昭和23年度）：稲畑太郎（稲畑産業社長）
- 1949年度（昭和24年度）：岩井雄二郎（岩井産業社長）
- 1950年度（昭和25年度）：大原総一郎（倉敷レイヨン社長）、西村純平（大阪銀行常務）
- 1951年度（昭和26年度）：中川路貞治（明光證券社長）、上枝一雄（三和銀行常務）
- 1952年度（昭和27年度）：中司清（鐘淵化学工業社長）、菅谷重平（住友金属工業常任監査役）
- 1953年度（昭和28年度）：原吉平（大日本紡績社長）、武田長兵衛（武田薬品工業社長）
- 1954年度（昭和29年度）：弘世現（日本生命保険社長）、一本松珠璣（関西電力常務）
- 1955年度（昭和30年度）：栗本順三（栗本鉄工所会長）、石田劥（丸紅飯田常務）
- 1956年度（昭和31年度）：湯淺佑一（湯淺電池社長）、小林米三（京阪神急行電鉄専務）
- 1957年度（昭和32年度）：中司清（鐘淵化学工業社長）、長谷川周重（住友化学工業常務）
- 1958年度（昭和33年度）：長谷川周重（住友化学工業常務）、竹中錬一（竹中工務店社長）
- 1959年度（昭和34年度）：谷口豊三郎（東洋紡績社長）、稲畑太郎（稲畑産業社長）
- 1960年度（昭和35年度）：芦原義重（関西電力社長）、大原総一郎（倉敷レイヨン社長）
- 1961年度（昭和36年度）：芦原義重（関西電力社長）、寺尾威夫（大和銀行　現りそな銀行 頭取）
- 1962年度（昭和37年度）：降旗英彌（住友銀行副頭取）、伊藤寛（伊藤萬社長）
- 1963年度（昭和38年度）：北川一栄（住友電気工業社長）、上野幸七（関西電力常務）
- 1964年度（昭和39年度）：日向方齊（住友金属工業社長）、上野幸七（関西電力専務）
- 1965年度（昭和40年度）：日向方齊（住友金属工業社長）、伊藤英吉（伊藤忠商事専務）
- 1966年度（昭和41年度）：中司清（鐘淵化学工業社長）、山本弘（住友信託銀行副社長）
- 1967年度（昭和42年度）：伊部恭之助（住友銀行専務）、宮崎輝（旭化成工業社長）
- 1968年度（昭和43年度）：伊部恭之助（住友銀行専務）、吉村清三（関西電力副社長）
- 1969年度（昭和44年度）：吉村清三（関西電力副社長）、鍋島綱利（住友電気工業社長）、高山義雄（三和銀行副頭取）
- 1970年度（昭和45年度）：高山義雄（三和銀行副頭取）、佐治敬三（サントリー社長）
- 1971年度（昭和46年度）：山本弘（住友信託銀行社長）、佐治敬三（サントリー社長）
- 1972年度（昭和47年度）：新井正明（住友生命保険社長）、樋詰誠明（大丸専務）
- 1973年度（昭和48年度）：樋詰誠明（大丸副社長）、松下正治（松下電器産業社長）
- 1974年度（昭和49年度）：松下正治（松下電器産業社長）、牧野耕二（住友信託銀行副社長）
- 1975年度（昭和50年度）：牧野耕二（住友信託銀行副社長）、石黒久（関西電力副社長）
- 1976年度（昭和51年度）：石黒久（関西電力副社長）、古川進（大和銀行頭取）
- 1977年度（昭和52年度）：新井正明（住友生命保険社長）、山田稔（ダイキン工業社長）
- 1978年度（昭和53年度）：山田稔（ダイキン工業社長）、木島利夫（三和銀行副頭取）
- 1979年度（昭和54年度）：木島利夫（三和銀行副頭取）、廣慶太郎（久保田鉄工社長）
- 1980年度（昭和55年度）：廣慶太郎（久保田鉄工社長）、村井勉（住友銀行副頭取）
- 1981年度（昭和56年度）：村井勉（住友銀行副頭取）、茶谷周次郎（東洋紡績専務）
- 1982年度（昭和57年度）：茶谷周次郎（東洋紡績副社長）、西村渥美（大和銀行専務）
- 1983年度（昭和58年度）：原田明（松下電器産業副社長）、神田延祐（三和銀行副頭取）
- 1984年度（昭和59年度）：神田延祐（三和銀行副頭取）、鳥井道夫（サントリー副社長）
- 1985年度（昭和60年度）：鳥井道夫（サントリー副社長）、高橋壽常（日本生命保険副社長）
- 1986年度（昭和61年度）：高橋壽常（日本生命保険副社長）、梅本純正（武田薬品工業社長）
- 1987年度（昭和62年度）：梅本純正（武田薬品工業社長）、巽外夫（住友銀行頭取）
- 1988年度（昭和63年度）：小河原三郎（大和銀行専務）、森井清二（関西電力社長）
- 1989年度（平成元年度）：森井清二（関西電力社長）、堀切民喜（住友信託銀行副社長）
- 1990年度（平成02年度）：堀切民喜（住友信託銀行副社長）、新宮康男（住友金属工業社長）
- 1991年度（平成03年度）：新宮康男（住友金属工業社長）、山本信孝（三和銀行副頭取）
- 1992年度（平成04年度）：山本信孝（三和銀行副頭取）、井上義國（ダイキン工業副社長）
- 1993年度（平成05年度）：井上義國（ダイキン工業副社長）、井上收（日本生命保険副社長）
- 1994年度（平成06年度）：井上收（日本生命保険副社長）、臼井孝之（住友銀行副頭取）、秋山喜久（関西電力社長）
- 1995年度（平成07年度）：秋山喜久（関西電力社長）、臼井孝之（住友銀行副頭取）
- 1996年度（平成08年度）：山野大（三洋電機副会長）、鳥井信一郎（サントリー社長）
- 1997年度（平成09年度）：鳥井信一郎（サントリー社長）、小林幹司（日本生命保険副会長）
- 1998年度（平成10年度）：小林幹司（日本生命保険副会長）、南谷昌二郎（西日本旅客鉄道社長）
- 1999年度（平成11年度）：南谷昌二郎（西日本旅客鉄道社長）、井上礼之（ダイキン工業社長）
- 2000年度（平成12年度）：井上礼之（ダイキン工業社長）、津田和明（サントリー副社長）
- 2001年度（平成13年度）：津田和明（サントリー副社長）、浅田和男（西日本電信電話社長）
- 2002年度（平成14年度）：浅田和男（西日本電信電話社長）、寺田千代乃（アートコーポレーション社長）
- 2003年度（平成15年度）：寺田千代乃（アートコーポレーション社長）、奥田務（大丸会長兼CEO）
- 2004年度（平成16年度）：奥田務（大丸会長兼CEO）、松下正幸（松下電器産業副会長）
- 2005年度（平成17年度）：松下正幸（松下電器産業副会長）、森下俊三（西日本電信電話社長）
- 2006年度（平成18年度）：森下俊三（西日本電信電話社長）、小嶋淳司（がんこフードサービス会長）
- 2007年度（平成19年度）：小嶋淳司（がんこフードサービス会長）、齊藤紀彦（関西電力副社長）
- 2008年度（平成20年度）：齊藤紀彦（関西電力副社長）、中野健二郎（三井住友銀行副会長）
- 2009年度（平成21年度）：中野健二郎（三井住友銀行副会長）、山中諄（南海電気鉄道会長兼CEO）
- 2010年度（平成22年度）：山中諄（南海電気鉄道会長兼CEO）、大竹伸一（西日本電信電話社長）
- 2011年度（平成23年度）：大竹伸一（西日本電信電話社長）、大林剛郎（大林組会長）
- 2012年度（平成24年度）：大林剛郎（大林組会長）、鳥井信吾（サントリーホールディングス副社長）
- 2013年度（平成25年度）：鳥井信吾（サントリーホールディングス副社長）、加藤貞男（日本生命保険副会長）
- 2014年度（平成26年度）：加藤貞男（日本生命保険副会長）、村尾和俊（西日本電信電話社長）
- 2015年度（平成27年度）：村尾和俊（西日本電信電話社長）、蔭山秀一（三井住友銀行副会長）
- 2016年度（平成28年度）：蔭山秀一（三井住友銀行副会長）、鈴木博之（丸一鋼管会長兼CEO）
- 2017年度（平成28年度）：鈴木博之（丸一鋼管会長兼CEO）、黒田章裕（コクヨ会長）
- 2018年度（平成30年度）：黒田章裕（コクヨ会長）、池田博之（りそな銀行副会長）
- 2019年度（令和元年度）：池田博之（りそな銀行副会長）、深野弘行（伊藤忠商事専務理事 社長特命（関西担当））
- 2020年度（令和02年度）：深野弘行（伊藤忠商事専務理事 社長特命（関西担当）、古市健（日本生命保険代表取締役副会長）
- 2021年度（令和03年度）：古市健（日本生命保険代表取締役副会長）、生駒京子（プロアシスト代表取締役社長）
- 2022年度（令和04年度）：生駒京子（プロアシスト代表取締役社長）、角元敬治（三井住友銀行取締役副会長）
- 2023年度（令和05年度）：角元敬治（三井住友銀行取締役副会長）、宮部義幸（パナソニックホールディングス取締役副社長執行役員）
- 2024年度（令和06年度）：宮部義幸（パナソニックホールディングス取締役副社長執行役員)、永井靖二（wikidata）（大林組副社長執行役員）
- 2025年度（令和07年度）：永井靖二（大林組副社長執行役員）、三笠裕司（日本生命保険取締役副会長執行役員）